# Tim Brent
Tim Brent (né le 10 mars 1984 à Cambridge ville de la province de l'Ontario au Canada) est un joueur professionnel canadien de hockey sur glace.

## Carrière en club
Il commence sa carrière en junior dans la Ligue de hockey de l'Ontario pour les St. Michael's Majors de Toronto en 2000. Il joue pour l'équipe de Toronto pendant quatre saisons, soit jusqu'en 2004. Pendant ce temps, il est choisi lors de deux repêchage d'entrée dans la Ligue nationale de hockey : en 2002 en seconde ronde (37e choix) et en 2004 au troisième tour (75e choix). Lors des deux repêchages, il est choisi par l'équipe des Mighty Ducks d'Anaheim. Il participe avec l'équipe LHO au Défi ADT Canada-Russie en 2003.
Il débute finalement sa carrière professionnelle en 2004 dans la Ligue américaine de hockey et il rejoint alors les Mighty Ducks de Cincinnati affiliés à ceux d'Anaheim. Après la fin de la franchise, il continue avec les Pirates de Portland jusqu'en 2006-2007. Il joue également une quinzaine de matchs au cours de la saison avec l'équipe de la LNH, les Ducks d'Anaheim, futurs champions de la Coupe Stanley. Il inscrit son premier but dans la LNH en février contre les Canucks de Vancouver.
En juin 2007, il  rejoint l'équipe des Penguins de Pittsburgh en échange de Stephen Dixon, joueur des Penguins de Wilkes-Barre/Scranton, franchise de la Ligue américaine de hockey associée aux Penguins.
Il décroche la Coupe Gagarine 2014 avec le Metallourg Magnitogorsk.
Le 1er juillet 2015 il signe un contrat d'une saison de 650 000$ avec les Flyers de Philadelphie.

## Polémique
Tim Brent est connu pour sa passion de la chasse. Il publie régulièrement sur les réseaux sociaux des photographies le mettant en scène avec ses trophées tels que des élans ou un ours, ce qui attire la foudre des défenseurs de la nature et des animaux.

## Statistiques
| Saison     | Équipe                          | Ligue      |     | Saison régulière | Saison régulière | Saison régulière | Saison régulière | Saison régulière |    | Séries éliminatoires | Séries éliminatoires | Séries éliminatoires | Séries éliminatoires | Séries éliminatoires |
| Saison     | Équipe                          | Ligue      | PJ  | B                | A                | Pts              | Pun              | PJ               | B  | A                    | Pts                  | Pun                  |                      |                      |
| 2000-2001  | St. Michael's Majors de Toronto | LHO        | 64  | 9                | 19               | 28               | 31               | 18               | 2  | 8                    | 10                   | 6                    |                      |                      |
| 2001-2002  | St. Michael's Majors de Toronto | LHO        | 61  | 19               | 40               | 59               | 52               | 14               | 7  | 12                   | 19                   | 20                   |                      |                      |
| 2002-2003  | St. Michael's Majors de Toronto | LHO        | 60  | 24               | 42               | 66               | 74               | 19               | 7  | 17                   | 24                   | 14                   |                      |                      |
| 2003-2004  | St. Michael's Majors de Toronto | LHO        | 53  | 26               | 41               | 67               | 105              | 18               | 4  | 13                   | 17                   | 24                   |                      |                      |
| 2004-2005  | Mighty Ducks de Cincinnati      | LAH        | 46  | 5                | 13               | 18               | 42               | 12               | 0  | 1                    | 1                    | 6                    |                      |                      |
| 2005-2006  | Pirates de Portland             | LAH        | 37  | 15               | 9                | 24               | 32               | 15               | 4  | 4                    | 8                    | 16                   |                      |                      |
| 2006-2007  | Pirates de Portland             | LAH        | 48  | 16               | 14               | 30               | 40               | -                | -  | -                    | -                    | -                    |                      |                      |
| 2006-2007  | Ducks d'Anaheim                 | LNH        | 15  | 1                | 0                | 1                | 6                | -                | -  | -                    | -                    | -                    |                      |                      |
| 2007-2008  | Penguins de WBS                 | LAH        | 74  | 18               | 43               | 61               | 79               | 23               | 12 | 15                   | 27                   | 10                   |                      |                      |
| 2007-2008  | Penguins de Pittsburgh          | LNH        | 1   | 0                | 0                | 0                | 0                | -                | -  | -                    | -                    | -                    |                      |                      |
| 2008-2009  | IceHogs de Rockford             | LAH        | 64  | 20               | 42               | 62               | 59               | 4                | 0  | 1                    | 1                    | 2                    |                      |                      |
| 2008-2009  | Blackhawks de Chicago           | LNH        | 2   | 0                | 0                | 0                | 2                | -                | -  | -                    | -                    | -                    |                      |                      |
| 2009-2010  | Marlies de Toronto              | LAH        | 33  | 13               | 15               | 28               | 19               | -                | -  | -                    | -                    | -                    |                      |                      |
| 2009-2010  | Maple Leafs de Toronto          | LNH        | 1   | 0                | 0                | 0                | 0                | -                | -  | -                    | -                    | -                    |                      |                      |
| 2010-2011  | Maple Leafs de Toronto          | LNH        | 79  | 8                | 12               | 20               | 33               | -                | -  | -                    | -                    | -                    |                      |                      |
| 2011-2012  | Hurricanes de la Caroline       | LNH        | 79  | 12               | 12               | 24               | 27               | -                | -  | -                    | -                    | -                    |                      |                      |
| 2012-2013  | Hurricanes de la Caroline       | LNH        | 30  | 0                | 3                | 3                | 8                | -                | -  | -                    | -                    | -                    |                      |                      |
| 2013-2014  | Torpedo Nijni Novgorod          | KHL        | 18  | 3                | 8                | 11               | 16               | -                | -  | -                    | -                    | -                    |                      |                      |
| 2013-2014  | Metallourg Magnitogorsk         | KHL        | 33  | 6                | 12               | 18               | 59               | 20               | 1  | 1                    | 2                    | 37                   |                      |                      |
| 2014-2015  | Metallourg Magnitogorsk         | KHL        | 42  | 5                | 10               | 15               | 30               | 10               | 1  | 2                    | 3                    | 8                    |                      |                      |
| 2015-2016  | Phantoms de Lehigh Valley       | LAH        | 52  | 10               | 18               | 28               | 39               | -                | -  | -                    | -                    | -                    |                      |                      |
| Totaux LNH | Totaux LNH                      | Totaux LNH | 207 | 21               | 27               | 48               | 76               | -                | -  | -                    | -                    | -                    |                      |                      |